# Brenda Strong
Brenda Lee Strong (Brightwood (Oregon), 25 maart 1960) is een Amerikaanse actrice. Strong groeide op in Portland (Oregon) en verhuisde later naar de staat Arizona. Ze studeerde aan de Arizona State University en werd in 1980 Miss Arizona.
In Nederland en België kreeg Strong bekendheid als Mary Alice Young uit de serie Desperate Housewives. Hier speelt ze een overleden vrouw, die als voice-over de gebeurtenissen in de buurt verhaalt.
Haar carrière begon in 1985 met kleine rollen in St. Elsewhere, MacGyver en Cheers. Ze heeft nadien een indrukwekkende lijst van rollen gespeeld: zo had ze kleinere rollen in Blossom, Matlock, Murphy Brown en een terugkerende rol in Twin Peaks.
In de jaren 1990 werd Brenda bekender, vooral dankzij haar rol als het BH-loze wonder Sue Ellen Mischke in Seinfeld. Ook speelde ze in 7th Heaven, Gilmore Girls, Everwood (waar ze ook een overleden vrouw in speelde), 3rd Rock from the Sun, Nip/Tuck, Ally McBeal en CSI.
Ze is sinds juli 1989 getrouwd met Tom Henri en heeft een kind.
Sinds 2012 speelt ze ook een hoofdrol in het vernieuwde Dallas. Vanaf 2017 speelde ze een bijrol als moeder van Bryce Walker in de serie 13 Reasons Why. In 2015 speelde ze mee in de kerstfilm Ice Sculpture Christmas. Van 2016 tot en met 2017 was ze te zien als Ilene Stowe in Fear the Walking Dead.
- Biblioteca Nacional de España: XX1550453
- Gemeinsame Normdatei: 1036271900
- International Standard Name Identifier: 0000 0001 1964 3389
- Library of Congress Control Number: no2005088442
- MusicBrainz: 3fbb9c76-6db7-4780-a97e-056aaf407c8a
- Nationale Bibliotheek van Israël: 987007369887105171
- Nationale Bibliotheek van Polen: a0000002418812
- Système universitaire de documentation: 124062482
- Virtual International Authority File: 164643199
- WorldCat: E39PBJbxJ3TdvdcWJGHTbfPWjC